# Grand Rapids Drive 2018-2019
La stagione 2018-19 dei Grand Rapids Drive fu la 13ª nella NBA D-League per la franchigia.
I Grand Rapids Drive vinsero la Central Division con un record di 29-21. Nei play-off persero il primo turno con i Raptors 905 (1-0).

## Roster
| N° | Naz.                   | Ruolo | Sportivo              | Anno | Alt. | Peso |
| -- | ---------------------- | ----- | --------------------- | ---- | ---- | ---- |
| 2  | Stati Uniti (bandiera) | G     | Dakarai Allen         | 1995 | 196  | 88   |
| 2  | Stati Uniti (bandiera) | G     | Elijah Brown          | 1991 | 193  | 91   |
| 3  | Stati Uniti (bandiera) | G     | Randy Haynes          | 1991 | 193  | 98   |
| 3  | Stati Uniti (bandiera) | G     | Joe Kilgore           | 1993 | 196  | 86   |
| 4  | Stati Uniti (bandiera) | G     | Speedy Smith          | 1993 | 191  | 82   |
| 6  | Stati Uniti (bandiera) | G     | Kalin Lucas           | 1989 | 185  | 88   |
| 7  | Stati Uniti (bandiera) | G     | Marcus Thornton       | 1987 | 193  | 93   |
| 8  | Stati Uniti (bandiera) | A     | Henry Ellenson        | 1997 | 211  | 111  |
| 11 | Stati Uniti (bandiera) | G     | Todd Withers          | 1988 | 198  | 100  |
| 12 | Stati Uniti (bandiera) | G     | Keenan Evans          | 1996 | 191  | 86   |
| 14 | Stati Uniti (bandiera) | G     | Jovan Mooring         | 1988 | 188  | 93   |
| 15 | Stati Uniti (bandiera) | G     | Isaiah Whitehead      | 1995 | 193  | 97   |
| 18 | Stati Uniti (bandiera) | G     | Zach Lofton           | 1992 | 193  | 82   |
| 20 | Stati Uniti (bandiera) | G     | Scottie Lindsey       | 1991 | 196  | 95   |
| 21 | Stati Uniti (bandiera) | G     | Michael Bethea        | 1991 | 198  | 84   |
| 22 | Stati Uniti (bandiera) | C     | Jon Horford           | 1991 | 208  | 111  |
| 24 | Stati Uniti (bandiera) | C     | Johnny Hamilton       | 1991 | 213  | 104  |
| 33 | Stati Uniti (bandiera) | G     | Shep Garner           | 1991 | 188  | 89   |
| 34 | Stati Uniti (bandiera) | C     | Adam Woodbury         | 1994 | 216  | 111  |
|    | Stati Uniti (bandiera) | G     | Bruce Brown           | 1996 | 193  | 92   |
|    | Stati Uniti (bandiera) | G     | Luke Kennard          | 1996 | 196  | 91   |
|    | Ucraina (bandiera)     | A     | Svjatoslav Mychajljuk | 1997 | 203  | 96   |
|    | Stati Uniti (bandiera) | G     | Khyri Thomas          | 1996 | 190  | 95   |

## Staff tecnico
- Allenatore: Ryan Krueger
- Vice-allenatore: Dion Glover (fino al 3 gennaio), Donnie Tyndall, Courtney Alexander (dal 3 gennaio) [1]